# Oryzaephilus
Genre
Oryzaephilus est un genre de coléoptères de la famille des Silvanidae.

## Liste d'espèces
Selon BioLib (1 août 2019) :
- Oryzaephilus abeillei (Guillebeau, 1890)
- Oryzaephilus acuminatus Halstead, 1980
- Oryzaephilus breuningi Halstead, 1980
- Oryzaephilus canus Halstead, 1980
- Oryzaephilus cuneatus Halstead, 1997
- Oryzaephilus decellei Halstead, 1980
- Oryzaephilus exiguus Halstead, 1980
- Oryzaephilus fauveli (Reitter, 1890)
- Oryzaephilus genalis Halstead, 1980
- Oryzaephilus gibbosus Aitken, 1965
- Oryzaephilus mercator (Fauvel, 1889)
- Oryzaephilus mucronatus Halstead, 1997
- Oryzaephilus parallelus Halstead, 1980
- Oryzaephilus serratus Halstead, 1980
- Oryzaephilus surinamensis (Linnaeus, 1758)